# خانلار
خانلار (بالفارسية: خانلار) هي منطقة سكنية تقع في إيران في Bizineh Rud Rural District. يقدر عدد سكانها بـ 230 نسمة .